# Lobophyllia corymbosa
Lobophyllia corymbosa är en korallart som först beskrevs av Forskål 1775.  Lobophyllia corymbosa ingår i släktet Lobophyllia och familjen Mussidae. IUCN kategoriserar arten globalt som livskraftig. Inga underarter finns listade i Catalogue of Life.

## Bildgalleri

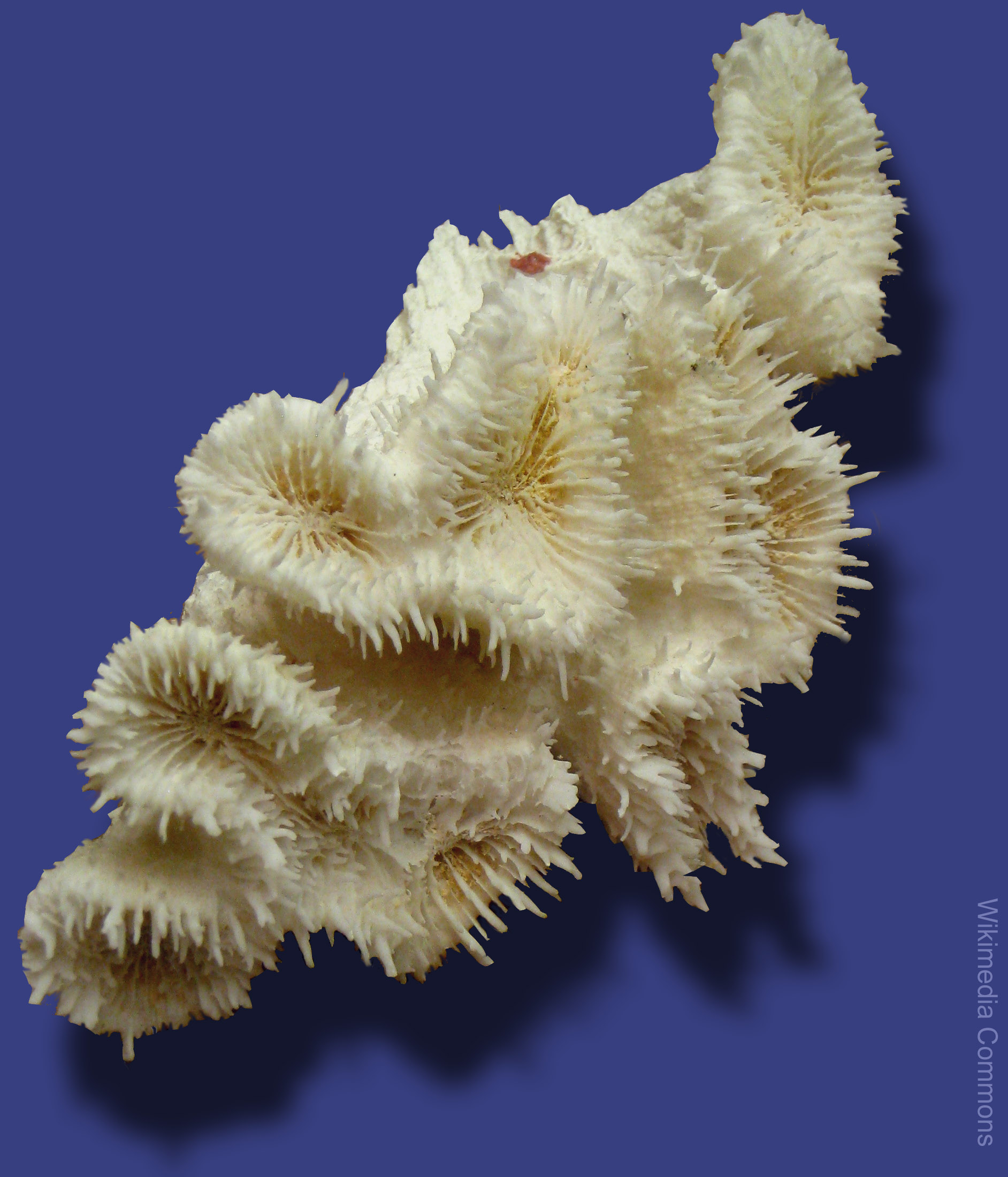
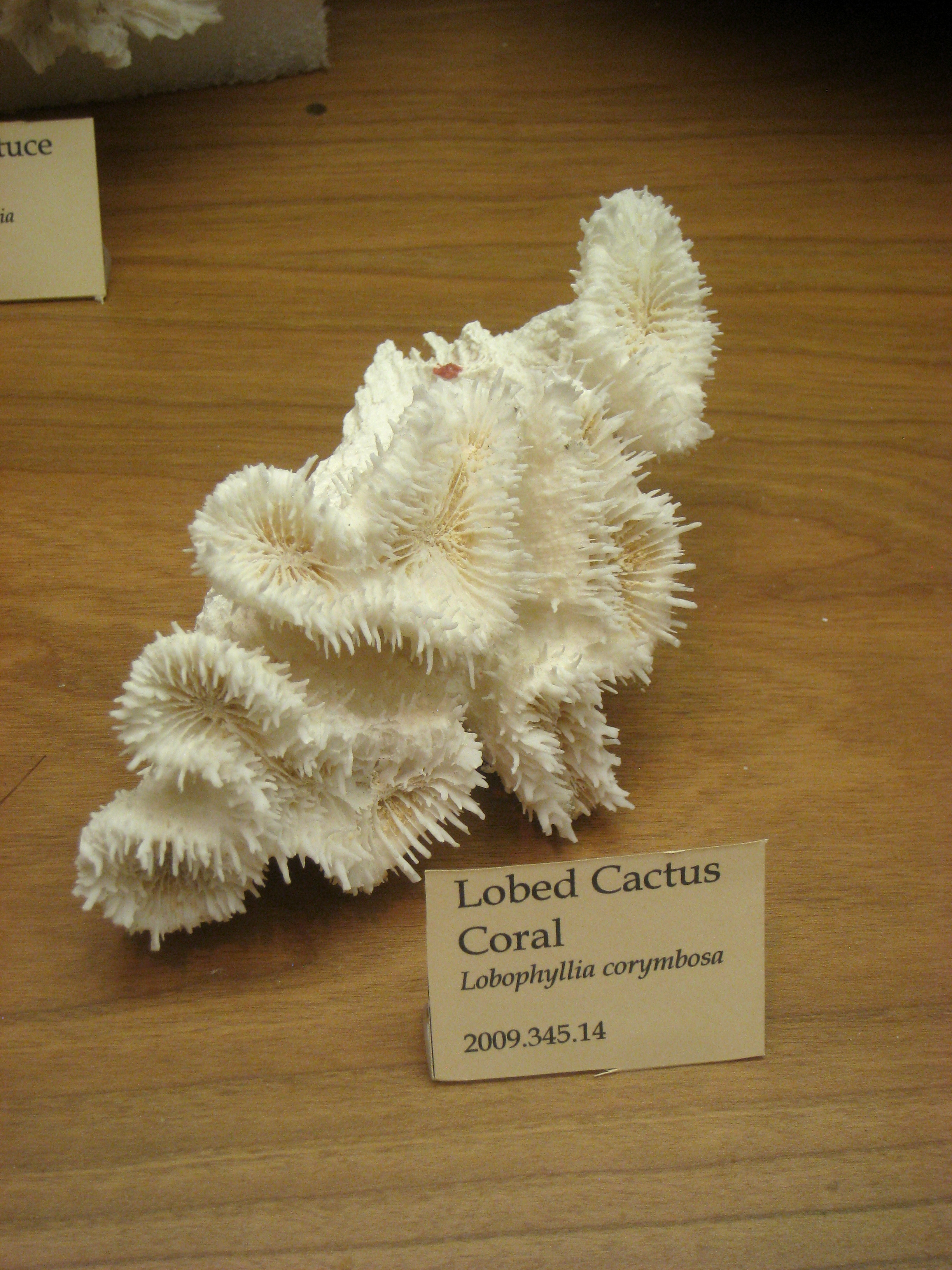